# Batu Merah
Batu Merah is een bestuurslaag in het regentschap Batam van de provincie Riouwarchipel, Indonesië. Batu Merah telt 7583 inwoners (volkstelling 2010).